# Riccardo Allorto
Riccardo Allorto (Mosso Santa Maria, 31 gennaio 1921 – Milano, 17 aprile 2015) è stato un musicologo e insegnante italiano.

## Biografia
Si laureò nel 1942 all’università di Torino discutendo una tesi in Storia della Musica con Andrea Della Corte. Si diplomò in pianoforte al conservatorio Arrigo Boito di Parma e al conservatorio Giuseppe Verdi di Torino.  Dal 1954 al 1988 insegnò musica in varie città italiane (Parma, Bolzano, Milano). Pubblicò diversi manuali didattici.
Fu collaboratore di Ricordiana (1955-1957) e vicedirettore dell'Enciclopedia della Musica Ricordi.
Dal 1969 collaborò con la Scala.

## Pubblicazioni
- Storia della musica (1955)
- Le sonate per pianoforte di M. Clementi (1959)
- Piccola storia della musica (1959)
- L'educazione ritmica (1965)
- Nuova Storia della musica (1989)